# Calcaronea
Calcaronea — підклас вапнякових губок (Calcarea).

## Класифікація
Має три ряди:
- Baerida
- Leucosolenida
- Lithonida